# Ramones (album)
Ramones je první album stejnojmenné punkové skupiny, vydané 23. dubna 1976. Poté, co Seymour Stein ze Sire Records na konci roku 1975 podepsal s kapelou nahrávací smlouvu, začala skupina následující zimu s nahráváním. Natáčení trvalo to od 2. února do 19. února s velmi malým rozpočtem 6 400 $.

## Seznam skladeb
(Všechny skladby kromě "Let's Dance" byly komponovány všemi členy, v závorce je jméno hlavního autora písně)
1. "Blitzkrieg Bop" (Tommy Ramone) – 2:14
2. "Beat on the Brat" (Joey Ramone) – 2:31
3. "Judy is a Punk" (Joey Ramone, Dee Dee Ramone) – 1:32
4. "I Wanna Be Your Boyfriend" (Tommy Ramone) – 2:24
5. "Chain Saw" (Joey Ramone) – 1:56
6. "Now I Wanna Sniff Some Glue" (Dee Dee Ramone) – 1:35
7. "I Don't Wanna Go Down to the Basement" (Dee Dee Ramone, Johnny Ramone) – 2:38
8. "Loudmouth" (Dee Dee Ramone, Johnny Ramone) – 2:14
9. "Havana Affair" (Dee Dee Ramone, Johnny Ramone) – 1:56
10. "Listen to My Heart" (Dee Dee Ramone) – 1:58
11. "53rd & 3rd" (Dee Dee Ramone) – 2:21
12. "Let's Dance" (Jim Lee) – 1:51
13. "I Don't Wanna Walk Around With You" (Dee Dee Ramone) – 1:42
14. "Today Your Love, Tomorrow the World" (Ramones) – 2:12

### Bonusové skladby
V reedici z roku 2001 (Ramones Expanded) jsou navíc tyto písně:
1. "I Wanna Be Your Boyfriend (demo)" – 3:02
2. "Judy Is a Punk (demo)" – 1:36
3. "I Don’t Care (demo)" – 1:55
4. "I Can’t Be (demo)" – 1:56
5. "Now I Wanna Sniff Some Glue (demo)" – 1:42
6. "I Don’t Wanna Be Learned/I Don’t Wanna Be Tamed (demo)" – 1:05
7. "You Should Never Have Opened That Door (demo)" – 1:54
8. "Blitzkrieg Bop (singl)" – 2:12

## Sestava
- Joey Ramone – zpěv
- Johnny Ramone – kytara
- Dee Dee Ramone – baskytara
- Tommy Ramone – bicí, produkce
- Craig Leon – produkce
- Rob Freeman – režie
- Don Hunerberg – pomocná režie
- Greg Calbi – mastering
- Roberta Bayley – foto
- Arturo Vega – výtvarná část